# Cerithioclava
Cerithioclava is een geslacht van slakken uit de familie van de Cerithiidae. De wetenschappelijke naam van het geslacht is voor het eerst geldig gepubliceerd in 1953 door Olsson en Harbison.

## Soorten
De volgende soorten zijn bij het geslacht ingedeeld:
- Cerithioclava caloosaensis (W.H. Dall, 1892)
- † Cerithioclava cannoni E.J. Petuch, 1994
- Cerithioclava garciai Houbrick, 1986[1]
- † Cerithioclava heilprini (W.H. Dall, 1892)
- † Cerithioclava turricula E.J. Petuch, 1994
- † Cerithioclava weeksae E.J. Petuch, 1994